# Échiquier (finance)
Pour les articles homonymes, voir Échiquier (homonymie).

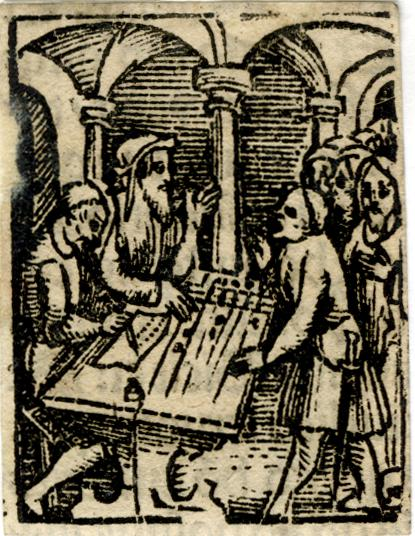
L'examen des comptes illustrant la parabole des talents (Guillaume d'Auvergne, Postilla... super Epistolas et Evangelia, 1509).

L’Échiquier constituait dans le duché de Normandie puis dans le royaume d'Angleterre (dont le nom sera traduit par Exchequer en anglais), l'équivalent de la chambre des comptes des autres royaumes et principautés. 
L’Échiquier de Normandie fut créé par Rollon, le premier duc normand au commencement du Xe siècle. La province a également connu l’Échiquier d'Alençon (jusqu’en 1584) et l’Échiquier de Beaumont-le-Roger (1328-1331).
Le nom d’échiquier viendrait :
- soit du fait que le premier échiquier de Normandie se serait tenu dans une salle dont le sol était constitué alternativement de pavés de pierres carrées noires et blanches, comme les tabliers ou échiquiers servant à jouer aux échecs.
- soit de ce qu’il y avait sur la table où se réglaient les comptes de la trésorerie, un tapis échiqueté de noir et de blanc, servant à caser les différentes monnaies ayant cours dans le Duché. Les Ducs emmenaient partout avec eux ce tapis et terminaient leurs décision par ces mots : actum in scaccario ou super scaccarium[1] (« fait en l’échiquier » ou « sur l'Échiquier »). En France les comptables publics ont travaillé sur un échiquier jusqu’à la révolution de 1789 : le budget de l'Ancien Régime s'exprimait en centaines de millions. Les milliards d'assignats émis par la suite dépassant les possibilités des échiquiers[2]

Quelques années après la conquête normande de l'Angleterre, cette institution sera transposée, à partir de 1100, dans ce pays par Henri Beauclerc.

L'exchequer devant lequel les shérifs viennent déposer leurs comptes se divisa, sous Henri II, entre un Upper Exchequer (« Haut-Échiquier »), faisant office de chambre des Comptes, et un Lower Exchequer (« Bas-Échiquier »), chargé de l’administration courante.

## Utilisation
[...] Les échiquiers sont de dimensions très variables. [...] Le tapis de la table à haut rebord est divisé en six colonnes, réservées en France, de droite à gauche, aux deniers, aux sous, aux livres, aux vingtaines, aux centaines et aux milliers de livres. (Pour rappel, il y a vingt sous dans une livre tournoi et douze deniers dans un sou.) Et les colonnes sont coupées par des lignes horizontales délimitant des cases d'environ un pied de côté.
Pour additionner, le comptable commence par la case de l'extrême droite, celle des deniers, où il jette jusqu'à onze jetons. Arrivé à douze, il enlève les onze jetons (on dit en français qu'il "déjiste") et les remplace par un seul dans la colonne immédiatement à gauche, celle des sous. Mais dix-neuf jetons semblables et interchangeables brouilleraient la vue. Il est donc entendu conventionnellement qu'un jeton dans le coin supérieur gauche de la case des sous vaut dix unités, cinq dans le coin supérieur droit et une au milieu. À partir de la case dessous, la figuration est ainsi réduite à six jetons, les deux jetons de coins de cinq et de dix et les quatre jetons centraux de un, pour une valeur globale de dix-neuf. À dix-neuf sous, le  comptable "déjiste" et remplace les six jetons par un seul dans la case des livres. Puis il "déjiste" à dix-neuf livres pour passer au jeton de vingt livres dans la case des vingtaines, à dix-neuf vingtaines pour poser quatre jetons dans la case des centaines de livres (et finalement dix-neuf centaines pour arriver aux milliers).
[...] Les multiplications sont traitées comme une suite d'additions, et les divisions, comme une suite de soustractions. Un calme parfait est nécessaire pour que le comptable puisse suivre sans se troubler les instructions du commis qui énonce les sommes. Sur certains jetons, on pouvait lire : "Pour bien jeter et déjister, faut bien entendre et point parler !" C'est pour ce motif que les comptables sont appelés "auditeurs". [...] Tels furent les ancêtres des actuels auditeurs à la Cour des Comptes. De cette façon de compter sur échiquier découle aussi en français l'usage des expressions "quinze vingts" ou "dix-neuf-cents" et l'on saisit pourquoi on ne dit pas dans cette langue vingt ou vingt-deux-cents. En allemand aussi d'ailleurs.
En plus de la célérité, l'échiquier présente l'avantage de la clarté : il fait plus appel au coup d’œil qu'au cerveau. Des comptables travaillant à la plume sous la lumière d'une chandelle iraient moins vite et se fatigueraient plus vite.

## Barons de l'Echiquier
Il était animé par des barons de l'Échiquier et des chambellans sous la direction du Chancelier de l'Échiquier (Chancellor of the Exchequer) qui est encore de nos jours la dénomination officielle du ministre des Finances du gouvernement britannique.
Sir Richard Lloyd (1696-1761), après avoir été député de Mitcham, Malden et Totnes entre 1745 et 1759 fut nommé au service de l'Échiquier en 1759. Thomas Gainsborough fit son portrait au début des années 1750. La coupe et le motif du magnifique gilet rappellent la mode de la décennie précédente.